# Tiếng Shona
Tiếng Shona (chiShona) là một ngôn ngữ Bantu của người Shona ở Zimbabwe. Đây là một trong những ngôn ngữ Bantu được sử dụng rộng rãi nhất.